# The Vaselines
The Vaselines sind eine britische Rock-Band, welche insbesondere in der zweiten Hälfte der 1980er Jahre Erfolge erlangte. Bekannt wurden sie durch die Band Nirvana, die Lieder der Gruppe coverte.

## Bandgeschichte

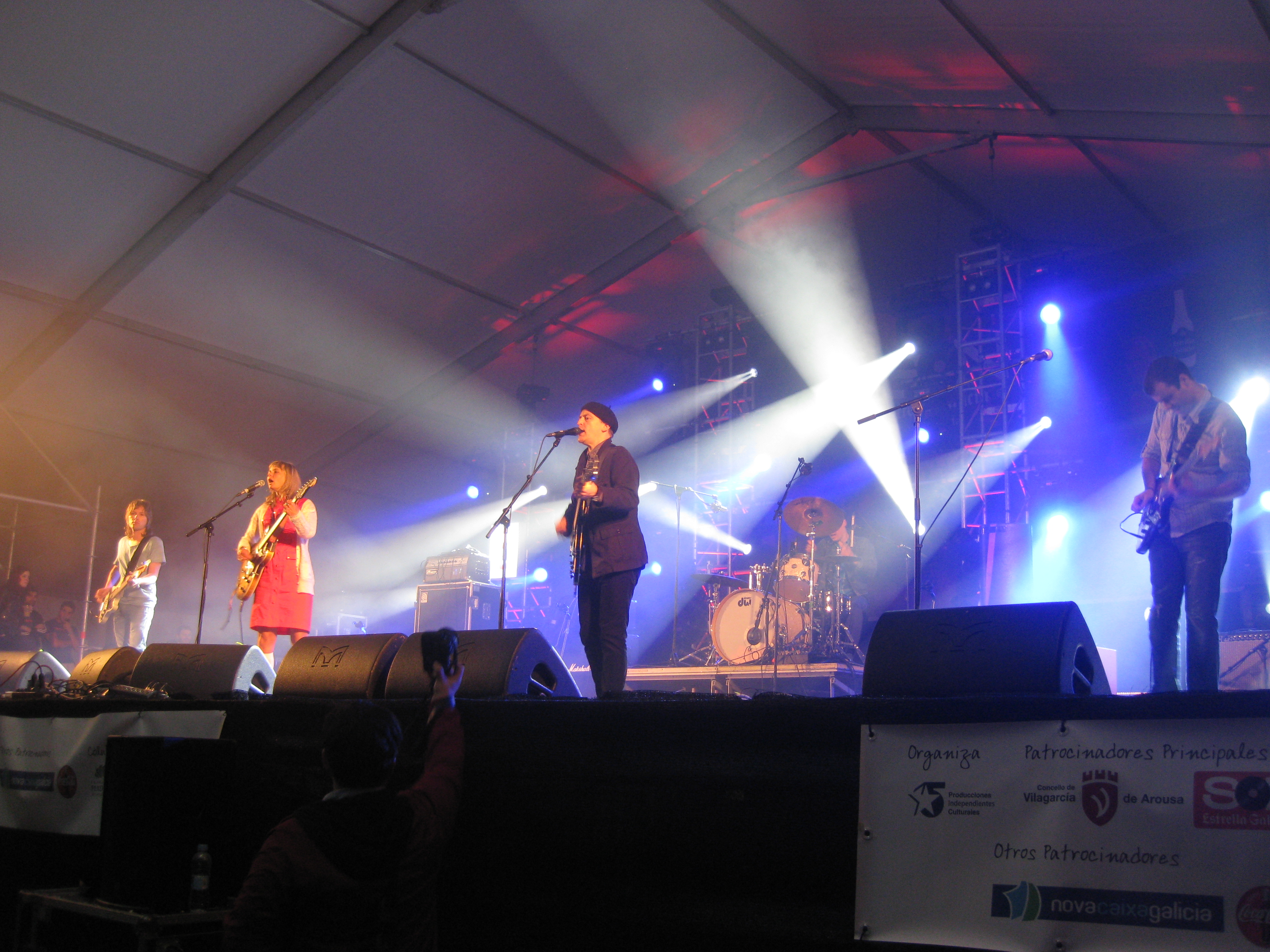
Auftritt von The Vaselines beim Festival del Norte, 2011

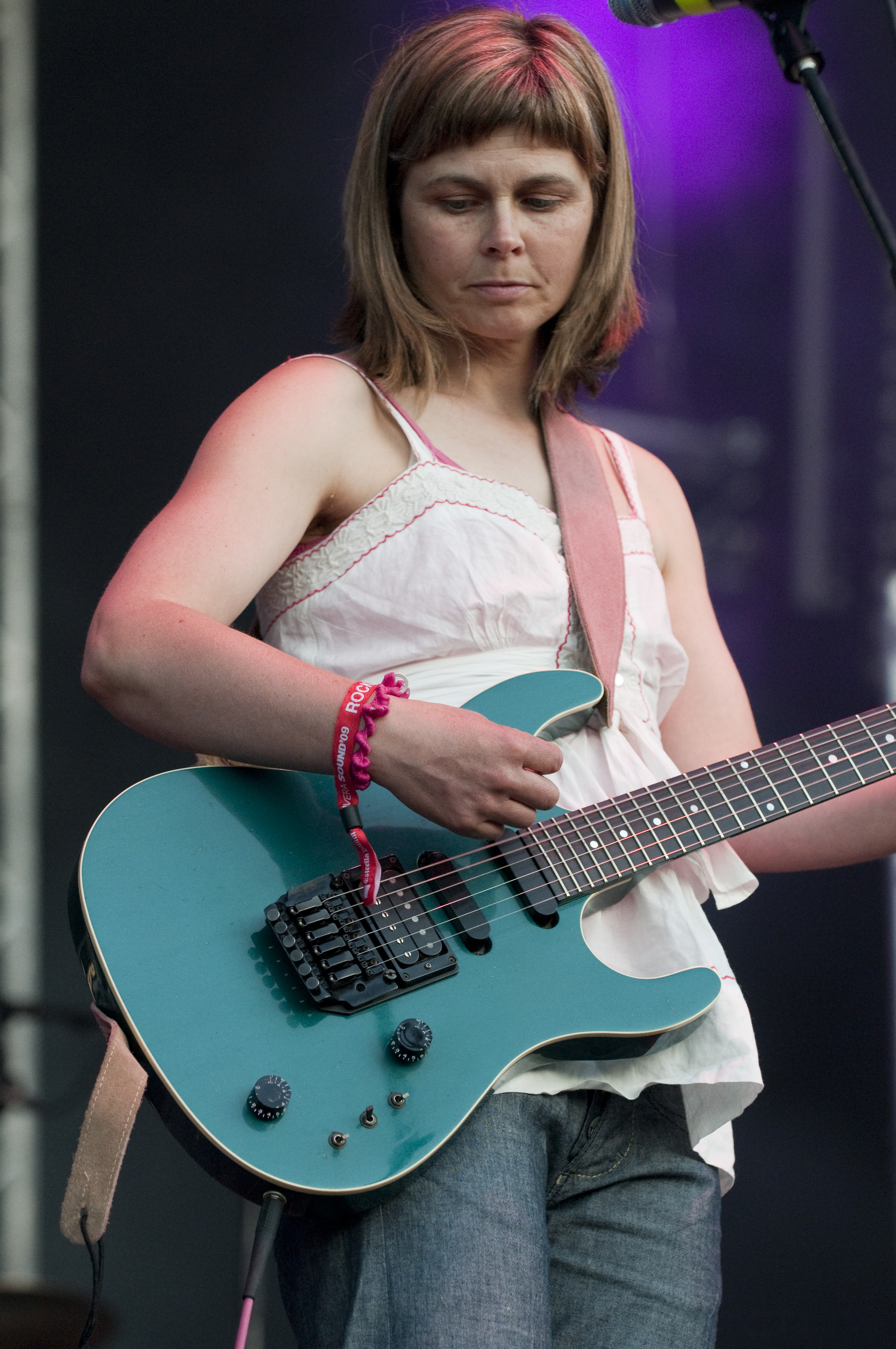
Frances McKee bei einem Auftritt (2009)

1986 gründeten Gitarrist Eugene Kelly und Sängerin Frances McKee in Glasgow die Formation The Vaselines; mit Sessionmusikern nahmen sie zwei Singles für das Independent-Label 53rd & 3rd auf. 1989 schlossen sich ihnen Eugenes Bruder Charlie Kelly (Drums) und Bassist James Sheenan an; gemeinsam spielten sie die LP „Dum-Dum“ ein. Musikalisch sind sie in einer Reihe mit den ebenfalls schottischen Bands BMX Bandits, Teenage Fanclub oder The Soup Dragons anzusiedeln. 1990 lösten sich The Vaselines auf.
Obwohl sie nicht sehr bekannt waren, während die Band existierte, wurde dadurch neues Interesse geweckt, dass Nirvana mehrere ihrer Songs coverte und Kurt Cobain sie gerne als wichtigen Einfluss nannte; Cobain und Courtney Love benannten sogar ihre Tochter nach Frances McKee. „Son of a Gun“ und „Molly’s Lips“ waren auf Nirvanas Album „Incesticide“, und „Jesus Wants Me for a Sunbeam“ findet man als „Jesus Doesn’t Want Me for a Sunbeam“ auf „MTV Unplugged in New York“. 1992 wurden daher zwei Alben mit altem Material der Vaselines veröffentlicht.
Eugene Kelly hatte beim Reading Festival 1991 einen Gastauftritt mit Nirvana, als die US-Band den Vaselines-Song „Molly’s Lips“ spielte.
1991 suchte Eugene sich neue Mitspieler und gründete die Band Captain America (benannt nach dem Comic-Helden), die zwei EPs veröffentlichte und als Vorgruppe von Nirvana auf Welttournee ging. 1992 wurde Captain America aus rechtlichen Gründen (Marvel Comics hatte mit Klage gedroht) in Eugenius umbenannt. Unter diesem Namen folgten weitere, kommerziell ebenfalls wenig erfolgreiche Singles und Alben.
McKee und Sheenan gründeten nach Auflösung der Vaselines The Painkillers; später war Frances McKee in der Band Suckle. 2006 erscheint ihr erstes Soloalbum. Im Juni 2006 trat sie in London wieder gemeinsam mit Eugene Kelly auf die Bühne. Im September 2010 erschien dann das zweite Studioalbum der Band, „Sex With An X“.

## Diskografie

### Alben
- 1989: Dum-Dum
- 1992: All the Stuff and More... (Kompilation)
- 1992: The Way of the Vaselines: A Complete History (Kompilation)
- 2009: Enter the Vaselines (Kompilation)
- 2010: Sex with an X
- 2014: V for Vaselines

### Singles
- 1987: Son of a Gun / Rory Rides Away / You Think You’re a Man
- 1988: Dying for It / Molly’s Lips